# Amstrad CPC 6128
Amstrad CPC 6128 (CPC 6128) је кућни рачунар, производ фирме Амстрад (Amstrad) који је почео да се израђује у Уједињеном Краљевству током 1985. године.
Користио је Zilog Z80 као централни микропроцесор а RAM меморија рачунара CPC 6128 је имала капацитет од 128 kb (2 локације са 64 кб). 
Као оперативни систем кориштен је AMSDOS или CP/M.

## Детаљни подаци
Детаљнији подаци о рачунару CPC 6128 су дати у табели испод.
|                       |                                          |
| 6128                  |                                          |
| Произвођач            | Амстрад                                  |
| Тип                   | кућни рачунар                            |
| Меморија              | 128 (2 локације са 64 кб)                |
| Поријекло             | Уједињено Краљевство                     |
| Година                | 1985                                     |
| Тастатура             | сива QWERTY / AZERTY механичка тастатура |
| Процесор              |                                          |
| Фреквенција процесора | 4                                        |
| RAM                   | 128 (2 локације са 64 кб)                |
| ROM                   | 48                                       |
| Текст                 | 20 x 25 са 16 боја                       |
| Графика               | 160 x 200 са 16 боја                     |
| Боја                  | 27                                       |
| Звук                  | 3 канала, 7 октава                       |
| Димензије             | 29 (ширина) x 16 (дубина) x 4,5 (висина) |
| Портови               |                                          |
| Оперативни систем     |                                          |